# رادویکو آوراموویچ
رادویکو آوراموویچ (سیریلیک صربی: Радојко Аврамовић؛ زادهٔ ۲۹ نوامبر ۱۹۴۹) بازیکن سابق یوگسلاو و مربی فوتبال اهل صربستان است.
از باشگاه‌هایی که در آن بازی کرده‌است می‌توان به باشگاه فوتبال کاونتری سیتی، باشگاه فوتبال نوتس کانتی، باشگاه فوتبال رییکا و باشگاه فوتبال بئوگراد اشاره کرد.
وی همچنین در تیم ملی فوتبال یوگسلاوی بازی کرده‌است.

## دوران مربیگری
او پس از پایان دوران بازیگری، به مربیگری روی آورد و در سال‌های مختلف تیم‌های متعددی را هدایت کرد. مهم‌ترین نقش مربیگری او هدایت تیم ملی فوتبال یوگسلاوی در اواخر دهه ۱۹۸۰ میلادی بود.